# Estela Suarez
Estela Suarez ist eine spanische Physikerin. Sie ist seit 2010 im Bereich High Performance Computing am Jülich Supercomputing Centre (JSC) des Forschungszentrums Jülich beschäftigt. 2022 wurde sie nach dem Jülicher Modell als Professorin für High Performance Computing an das Institut für Informatik der Universität Bonn berufen.

## Wissenschaftliche Laufbahn
Estela Suarez studierte Physik mit dem Schwerpunkt Astrophysik an der Universität Complutense Madrid. Nach ihrem Master-Abschluss und Forschungsaufenthalten am Paul Scherrer Institut in der Schweiz (2004) sowie am Max Planck-Institut für Astrophysik in Garching bei München (2005) arbeitete sie von 2005 bis 2006 als Physikerin am Paul Scherrer Institut. Ihre Dissertation unter dem Titel X-Ray Polarization: RHESSI Results and POLAR Prospects legte sie 2010 an der Universität Genf vor.
Seit 2010 ist Estela Suarez als Wissenschaftlerin am Forschungszentrum Jülich tätig. Sie befasst sich schwerpunktmäßig mit den modularen Supercomputing-Architekturen, Systemarchitekturen und Codesign und ist im Rahmen ihrer Forschung in zahlreiche internationale Forschungsprojekte eingebunden. Zu diesen gehören unter anderem die DEEP –The Dynamical Exascale Entry Platform-Projekte, in deren Rahmen die Modular Supercomputing Architecture (MSA) entwickelt wurde sowie die European Processor Initiative (EPI), deren Ziel die Entwicklung und Umsetzung eines Fahrplans für eine neue Familie stromsparender europäischer Prozessoren für Exascale Computing, Hochleistungs-Big-Data und eine Reihe weiterer neuer Anwendungen ist. Sie leitet zudem seit 2022 die Arbeitsgruppe Architekturen und Prototypen der nächsten Generation, die neuartige Systemarchitekturen entwickelt und Hardware-Prototypen als Demonstratoren aufbaut.
Seit März 2022 ist die Wissenschaftlerin Beobachterin der Research and Innovation Advisory Group (RIAG) des European High Performance Computing Joint Undertaking (EuroHPC JU). Kurze Zeit später, im Juni 2022, wurde das Forschungszentrum Jülich zum Standort des ersten europäischen Exascale-Computers bestimmt.

## Forschungsschwerpunkte und Projekte
Die Schwerpunkte von Estela Suarez’ Forschung liegen in den Bereichen High Performance Computing, Modulare Supercomputer-Architekturen, dem Erstellen von Hardware-Prototypen sowie in der Bewertung und Entwicklung von Software-Umgebungen und der Mitgestaltung und Optimierung von Anwendungen.
Von April 2021 bis März 2024 war sie Leiterin des Projektes DEEP-SEA: DEEP - Software for Exascale Architectures. Es zielte darauf ab, eine integrierte Softwareumgebung für Modulare Exascale Computer bereitzustellen, welche die Heterogenität von Prozessor und Speicherelemente in Supercomputern bestens unterstützt. Ein Modularer Computer ist ein modular aufgebauter Superrechner, für dessen Betrieb unterschiedliche Rechenmodule miteinander gekoppelt werden. Dies ermöglicht die Verteilung unterschiedlicher Programmteile komplexer Simulationen auf mehrere Module. Im Rahmen des Projekts leitet das Jülich Supercomputing Centre die Anwendungsfälle und die Design-Aktivitäten und trägt zur Instrumentierung und Überwachung sowie zu den Anwendungsschnittstellenaktivitäten bei.
Im Rahmen des Projekts IFCES2 – Optimierung von Simulationsalgorithmen für Exascale-Supercomputer zur Berechnung des Erdsystemmodells ICON, das eine Laufzeit von 2022 bis 2025 hat, werden neue Methoden entwickeln, um die parallele Ausführung von Simulationsalgorithmen des Erdsystemmodells ICON auf heterogenen und modularen Exascale-Systemen zu optimieren. Das Ziel der European Processor Initiative, einem Projekt, das seit 2018 mit Unterstützung der Europäischen Kommission betrieben wird, besteht darin, eine Strategie für den Entwurf einer neuen Familie europäischer Prozessoren für extremes Computing, Hochleistungs-Big-Data und eine Reihe neuer Anwendungen zu entwickeln und umzusetzen.
Estela Suarez leitet aktuell die DEEP-Projekte, in denen die Modulare Supercomputing Architectur (MSA) entwickelt wurde.

## Publikationen (Auswahl)
- mit Anke Kreuzer, Jorge Amaya, Norbert Eicker, Raphael Leger: The DEEP-ER Project: I/O and Resiliency Extensions for the Cluster-Booster Architecture. In: 2018 IEEE 20th International Conference on High Performance Computing and Communications; IEEE 16th International Conference on Smart City; IEEE 4th International Conference on Data Science and Systems (HPCC/SmartCity/DSS). Juni 2018. doi:10.1109/HPCC/SmartCity/DSS.2018.00046, S. 109–116.
- mit Anke Kreuzer, Norbert Eicker, Jorge Amaya: Application performance on a Cluster-Booster system. In: IEEE International Parallel and Distributed Processing Symposium Workshops (IPDPSW). Mai 2018. doi:10.1109/IPDPSW.2018.00019, S. 69–78.
- mit Susanne Kunkel, Anne Küsters, Hans Ekkehard Plesser, Thomas Lippert: Modular Supercomputing for Neuroscience. In: Katrin Amunds, Lucio Grandinetti, Thomas Lippert, Nicolai Petkov (Hrsg.): Brain-Inspired Computing. 4th International Workshop, BrainComp 2019. Reihe: Lecture Notes in Computer Science. Band 12331. Springer, Cham 2021, doi:10.1007/978-3-030-82427-3_5, S. 63–80.
- mit Shima Taherivardanjani, Roman Elfgen, Werner Reckien, Estela Suarez, Eva Perlt, Barbara Kirchner: Benchmarking the Computational Costs and Quality of Vibrational Spectra from Ab Initio Simulations. In: Advanced theory and simulations. Band 5, Ausgabe 1, Januar 2022, doi:10.1002/adts.202100293.
- mit Norbert Eicker, Thomas Lippert, Thomas Moschny: The DEEP Project An alternative approach to heterogeneous cluster-computing in the many-core era. In: Concurrency and computation. Band 28, Ausgabe 8, Juni 2016, doi:10.1002/cpe.3562, S. 2394–2411.
- mit Anke Kreuzer, Norbert Eicker, Thomas Lippert: Porting applications to a Modular Supercomputer. Experiences from the DEEP-EST project. In: IAS Series. Band 48, 2021, ISBN 978-3-95806-590-1.
- mit Wolfgang Frings, Norbert Attig, Sebastian Achilles, Jacopo De Amicis, Thomas Eickermann, Eric Gregory, Björn Hagemeier, Andreas Herten, Jenia Jitsev, Dorian Krause, Edoardo Di Napoli, Jan Meinke, Kristel Michielsen, Bernd Mohr, Dirk Pleiter, Alexandre Strube, Thomas Lippert: Developing Exascale Computing at JSC, In: NIC Series, Band 50, 2020, ISBN 978-3-95806-443-0, S. 1–19.